# سوبر ماريو (مسلسل كرتوني)
سوبر ماريو مسلسل رسوم متحركة أمريكي، انتج بين عامي 1990 - 1992. وهي دمج للمسلسلين The Adventures of Super Mario Bros. 3 و Super Mario World، دبلجت مركز الزهرة المسلسل للعربية، عُرضت على قناة سبيستون.

## الممثلون (الدبلجة العربية)
- محمد خير عليوي - سوبر ماريو
- أمل حويجة - الأميرة بيتش
- علي القاسم - لويجي
- آنجي اليوسف
- بثينة معماري - يوشي
- منصور عبد الرحمن
- رائفة أحمد
- مفيد أبو حمدة
- رانية منصور
- مها العابد